# Agnès Thill
Agnès Thill (ur. 2 czerwca 1964 r. w Paryżu) – francuska polityk reprezentująca partię La République En Marche! W wyborach parlamentarnych w czerwcu 2017 r. została wybrana do francuskiego Zgromadzenia Narodowego, w którym reprezentuje departament Oise.